# Julia
Julia – imię żeńskie powstałe w starożytnym Rzymie jako przydomek od nazwy rodowej Julii (pol. Juliusze); znaczące mimoza wstydliwa, burza, kobieta z rodu Julii. Jest to żeński odpowiednik imienia Juliusz.
W latach 2001–2012, 2017 i 2020 było to najczęściej w Polsce nadawane imię dzieciom płci żeńskiej.
Julia imieniny obchodzi: 15 lutego, 20 lutego, 8 kwietnia, 16 kwietnia, 22 maja, 21 lipca, 27 lipca, 1 października, 10 grudnia.
Zdrobnienia: Julka, Julcia, Juleczka, Jula, Juluś, Juleńka, Julusia, Julisia, Julinka, Julunia
W 2023 roku w Polsce było zarejestrowanych 303 234 kobiet o tym imieniu, a zarejestrowano wtedy 8468 dziewczynek. W rankingu popularności wszystkich imion w Polsce Julia zajmuje 40. miejsce, a 17. wśród imion żeńskich.
Według stanu z 19 stycznia 2024 roku imię Julia nosiło w Polsce 307 602 kobiet.

## Odpowiedniki w innych językach
- angielski – Julia, Julie
- francuski – Julie, Juliette
- hiszpański – Julia
- niemiecki – Julia
- rosyjski – Юлия (Julija)
- rumuński – Julia
- węgierski – Júlia
- włoski – Giulia, Giulietta
- norweski – Julie

## Znane osoby noszące imię Julia

### Przedstawicielki roduIulii
W antycznym Rzymie kobiety ze wszystkich gałęzi rodu (gens) Juliuszów (Iulii) nosiły imię Julia.
- Julia Augusta (Iulia Augusta) Liwia Druzylla, żona Augusta
- Julia (Iulia) matka Antoniusza
- Julia (Iulia) córka Augusta
- Wipsania Julia Agrypina (Vipsania Iulia Agrippina) wnuczka Augusta
- Klaudia Julia Liwilla (Claudia Iulia Livilla) córka Druzusa I
- Julia Helena (Iulia Helena) córka Druzusa II Kastora
- Julia Druzylla (Iulia Drusilla) córka Germanika
- Julia Liwilla (Iulia Livilla) córka Germanika

### Święte i błogosławione Kościoła katolickiego
- św. Julia z Korsyki, Julia z Kartaginy (III lub V w.) – męczennica
- św. Julia Billiart (1751-1816) – zakonnica
- św. Julia Kim (1784-1839) – męczennica koreańska
- bł. Julia Rodzińska (1899-1945) – polska zakonnica, dominikanka.

### Inne znane osoby
- Julien Alfred – lekkoatletka z Saint Lucia
- Julie Andrews – brytyjska aktorka
- Julia Margaret Cameron (1815–1879) – angielska fotografka, autorka portretów i zdjęć rodzajowych
- Julia Child – amerykańska pisarka, autorka książek kucharskich i programów kulinarnych
- Julie Christie – aktorka brytyjska
- Julia Damasiewicz – polska kitesurferka
- Julie Delpy – francuska aktorka
- Julia Duszyńska – polska pisarka
- Julia Gillard – australijska polityk
- Julia Grant – amerykańska pierwsza dama
- Julia Görges – niemiecka tenisistka
- Julia Hailes – brytyjska pisarka
- Julia Hartwig – polska poetka
- Jill Hennessy – kanadyjska aktorka
- Julia Jefimowa – rosyjska pływaczka
- Julia Jentsch – niemiecka aktorka
- Julia Kamińska – polska aktorka
- Julia Kavanagh – brytyjska pisarka
- Julia Klöckner – niemiecka polityk i dziennikarka
- Julia Kołakowska – polska aktorka dubbingowa
- Julija Kuroczkina – rosyjska Miss World 1992
- Julia Mancuso – amerykańska alpejka
- Julia Michaels – amerykańska piosenkarka i autorka tekstów
- Julia Michalska – polska wioślarka
- Julia Navarro – hiszpańska pisarka i dziennikarka
- Julia Nieściarenka – białoruska sprinterka
- Julia Ormond – brytyjska aktorka
- Julia Pietrucha – polska aktorka, modelka i piosenkarka
- Julia Potocka – polska arystokratka
- Julija Pieczonkina – rosyjska lekkoatletka
- Julia Pitera – polska polityk
- Julia Przyłębska – polska prawniczka
- Julia Roberts – amerykańska aktorka
- Julia Rosnowska – polska aktorka
- Julia Scheib – austriacka narciarka alpejska
- Julia Simon – francuska biathlonistka
- Julia Szychowiak – polska poetka
- Julia Stegner – niemiecka modelka
- Julia Stiles – amerykańska aktorka
- Julja Szamalow-Berkowicz – izraelska polityk
- Julia Szeremeta – polska bokserka
- Julia Świątkiewicz – polska judoczka
- Julia Taubitz – niemiecka saneczkarka
- Julia Tyler – amerykańska pierwsza dama
- Julia Tymoszenko – ukraińska polityk
- Julie Walters – brytyjska aktorka
- Julija Wakułenko – ukraińska tenisistka
- Julia Wernio – polska reżyserka teatralna
- Julia Wieniawa – polska aktorka, piosenkarka i prezenterka telewizyjna
- Julija Wołkowa – rosyjska wokalistka; członkini duetu Tatu
- Julia Wróblewska – polska aktorka
- Julia Wyszyńska – polska aktorka
- Julia Zabłocka – polska historyczka
- Julia Żugaj – polska influencerka i piosenkarka

### Postacie fikcyjne
- Julia Kapulet – postać fikcyjna z tragedii Williama Szekspira Romeo i Julia
- Julia (czyt. Dżulia) – postać fikcyjna z filmów Rio i Rio 2 (żona Blu oraz mama: Tiago, Carli i Bii; przedstawicielka gatunku ary modrej)